# Tang Daxian
Pour les articles homonymes, voir Tang.
Dans ce nom chinois, le nom de famille, Tang, précède le nom personnel.
Tang Daxian (chinois : 唐达献 ; pinyin : Táng Dáxiàn) est un journaliste chinois, dissident qui s'est réfugié en France.

## Biographie
Tang Daxian travailla à Beijing Youth Daily (en) entre 1979 et 1980, puis China Business Intelligence de 1987 à 1989. Il a travaillé en tant que chercheur sur l'histoire de parti communiste chinois entre 1985 et 1986. Il a travaillé au Tibet dans les années 1980, et se trouvait dans la capitale tibétaine lors des troubles au Tibet en 1989,.
Il s'est réfugié en France à Paris dans les années 1990.
Il a affirmé que les forces de sécurité auraient massacré 469 Tibétains à Lhassa en 1989, selon un rapport secret,,,. The Observer affirme que ce chiffre repose sur les documents et vidéos fournis par Tang Daxian. Selon Tang Daxian, la police de Lhassa reçut l'ordre de son commandant à Pékin, Li Lianxiu, de provoquer un incident. Il affirme aussi que plusieurs milliers de Tibétains furent blessés et 3 000 emprisonnés,. Dans son article Events in Lhasa (March 2nd-10th 1989, London, TIN, June 15, 1990), il affirme que les autorités chinoises envoyèrent des agents et des policiers chinois déguisés en moines pour mettre en scène des émeutes, après quoi la police s'engagea dans une sanglante répression,.

### Livres
- The Bayonet Pointed Directly at Lhasa, traduit en tibétain, éditeur DIIR, 1992
- (de) Avec Jing Ling, Auf Lhasa sind Bajonette gerichtet : Chronik der '89er Ereignisse in Lhasa, Éditeur : Aachen : Tibet Initiative Deutschland, Gruppe Aachen, 1991
- (en) Events in Lhasa, March 2nd - 10th 1989, Tibet Information Network, London, 1990

### Participation
- Jean-Paul Ribes, Pierre-Antoine Donnet et Guy Privat, Tibet: des journalistes témoignent, 1992, Paris : l'Harmattan (voir p.  59-60, A témoignage de Tang Daxian

### Articles
- Tang Daxian, Lhasa under the Bayonet - Events in Lhasa March 2nd-10th 1989, The Observer (London), August 12, 1990